# Trois-Vèvres
Trois-Vèvres – miejscowość i gmina we Francji, w regionie Burgundia-Franche-Comté, w departamencie Nièvre.
Według danych na rok 1990 gminę zamieszkiwało 258 osób, a gęstość zaludnienia wynosiła 34 osoby/km² (wśród 2044 gmin Burgundii Trois-Vèvres plasuje się na 655. miejscu pod względem liczby ludności, natomiast pod względem powierzchni na miejscu 1071.).